# Yarkand
Yarkand is een stad in de Chinese autonome regio Xinjiang (het vroegere Oost-Turkestan of Chinees Turkestan). Yarkand was op verschillende momenten in het verleden een zelfstandig koninkrijk aan de zijderoute.

## Geografie en bevolking
Yarkand heeft 373.492 (2006) inwoners en ligt op ongeveer 1189 meter boven de zeespiegel. Het ligt aan de zuidelijke rand van de Taklamakanwoestijn in het Tarimbekken. Rondom de stad ligt een oase die gevoed wordt door de Yarkand. De rivier ontspringt in het Kunlungebergte in het westen. De oase beslaat 3210 km2, maar voor de 3e eeuw, toen het klimaat begon te verdrogen, was dit waarschijnlijk een veel groter gebied.
Yarkand is nog steeds een voornamelijk Oeigoerse stad, in tegenstelling tot de meeste grote steden van Xinjiang tegenwoordig. De landbouw en veeteelt in het gebied leveren katoen, graan, mais, fruit (met name granaatappels, peren en abrikozen) en walnoten. Jaks en schapen grazen in de omringende steppes. Delfstoffen die in de omgeving gewonnen worden zijn aardolie, aardgas, goud, koper, lood, bauxiet, graniet en steenkool.
Yarkand ligt strategisch halverwege tussen Hotan en Kashgar, op de splitsing met de weg naar Aksu. Het was een belangrijk punt op twee oude handelsroutes: de zijderoute van het Midden-Oosten naar China en de route over de Karakorampas van India naar Turkestan en China. Een andere route naar India en Centraal-Azië liep via Taxkorgan en de Brogholpas over de Pamir.

## Geschiedenis
De eerste vermeldingen van het boeddhistische koninkrijk Yarkand (in het Chinese Han-rijk ‘‘Suoju’’ genoemd) komen voor in het boek van de Late Han en beschrijven de geschiedenis van Yarkand vanaf de 2e eeuw v.Chr. De bevolking van Yarkand sprak een Oost-Iraanse taal verwant aan het Hotanees. Yarkand was bijna continu in oorlog met de omringende koninkrijkjes als Kroraina, Kuqa, Turpan of Hotan. In de 1e eeuw na Christus waren al deze rijkjes enige tijd schatplichtig aan het Xiongnu-rijk. Yarkand bood lang verzet tegen de Xiongnu waarbij ze de steun van de Han kregen. Daarna werd de regio schatplichtig aan de Han, hoewel in feite alle macht bij de individuele staatjes bleef. In 130 zond de koning van Yarkand nog schatting aan de Han-keizer, daarna komt Yarkand een tijd lang niet meer voor in de Chinese annalen.
In 635 werd Yarkand door de Tang-dynastie veroverd. Na de Slag om Talas in 751 verdween de Chinese invloed in de regio.
Het nestoriaanse christendom (6e eeuw) en de islam (vanaf de 9e eeuw) arriveerden via de zijderoute uit het westen. In de 10e eeuw was Yarkand onderdeel van het Oeigoerse Rijk. In de 13e eeuw moet het door Dzjengis Khan zijn veroverd.
Toen Dzjengis Khan stierf, erfde zijn zoon Chagatai Khan Turkestan en maakte Yarkand tot zijn hoofdstad. Rond 1260 zou de legendarische Marco Polo een bezoek aan Yarkand gebracht hebben. In De wonderen van de Oriënt worden uit zijn naam de bewoners als grotendeels moslims beschreven, maar er waren ook nestoriaanse en Syrisch-orthodoxe christelijke gemeenschappen. De stad was welvarend in die tijd, en er was een overvloed aan voedsel en grondstoffen, vooral katoen.
Benedict Göez, die op zoek was naar een nieuwe route tussen India en China, bracht een jaar door in Yarkand in 1603. Hij beschreef Yarkand als een belangrijk handelscentrum en een startpunt voor karavanen. De koning van Yarkand verkocht het leiderschap over een karavaan aan de meest biedende.
Aan het einde van de 16e eeuw was Yarkand deel van het kanaat van Kashgar. In de 18e eeuw viel het gebied onder de Chinese Qing-dynastie. Door de gunstige positie op de handelsroute met Ladakh en India, groeide Yarkand uit tot de grootste stad in de omgeving, groter zelfs dan Kashgar.
Rond 1860 was Yarkand de hoofdstad van Kashgaria, het rijk van Yakub Beg, dat zich van Qing-China had losgemaakt. Yakub Beg ontving in 1870 en 1873 Engelse ambassadeurs, en speelde tijdens het Grote Spel de Engelsen, Russen en Chinezen tegen elkaar uit. Toen Yakub Beg in 1877 onder onduidelijke omstandigheden stierf, kwam Kashgaria weer onder gezag van de Qing te staan.

## Historische galerij
Tekeningen van Yarkand rond 1870 (bron: T.E. Gordon 1876):

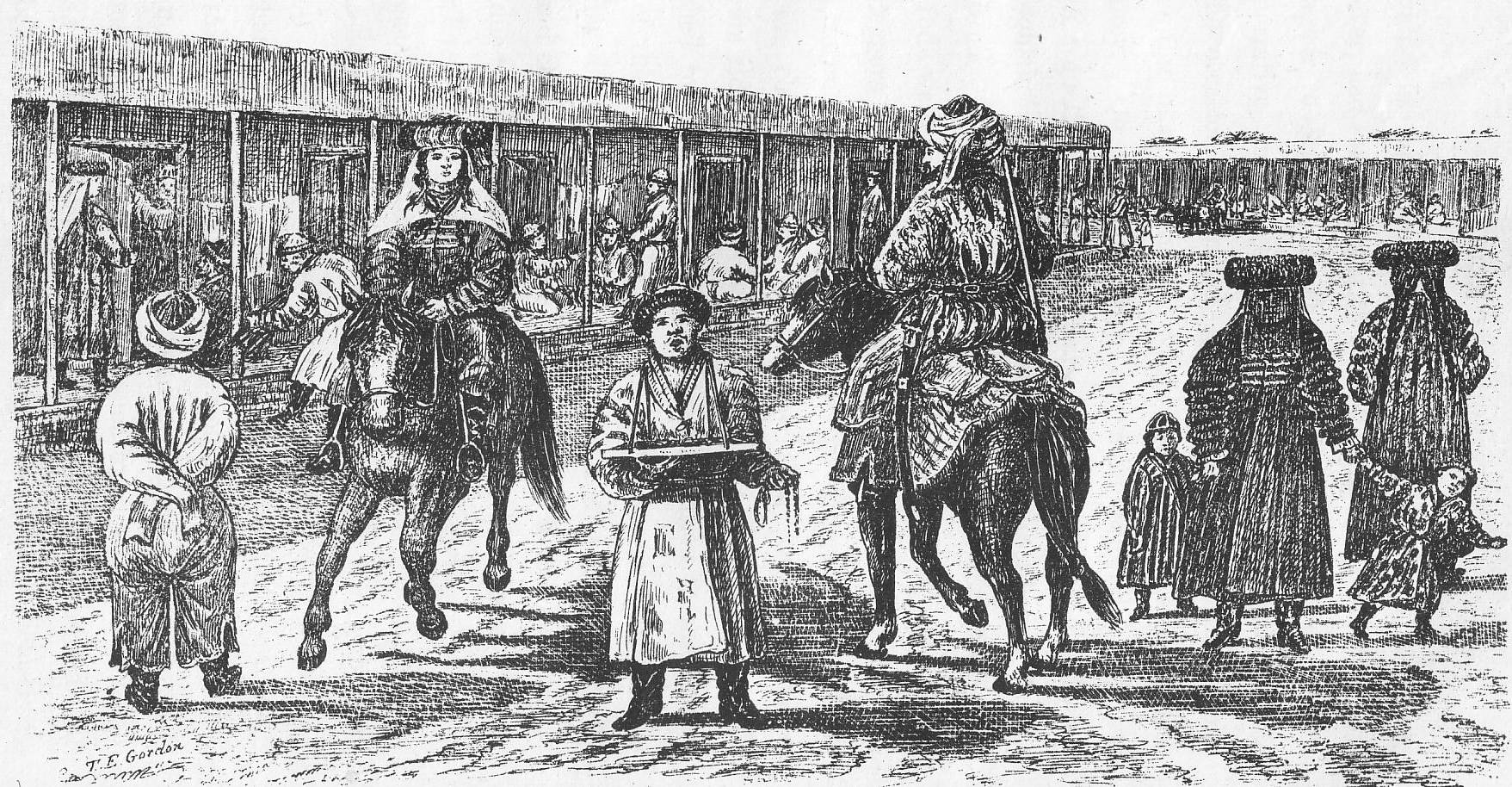
Straatscène
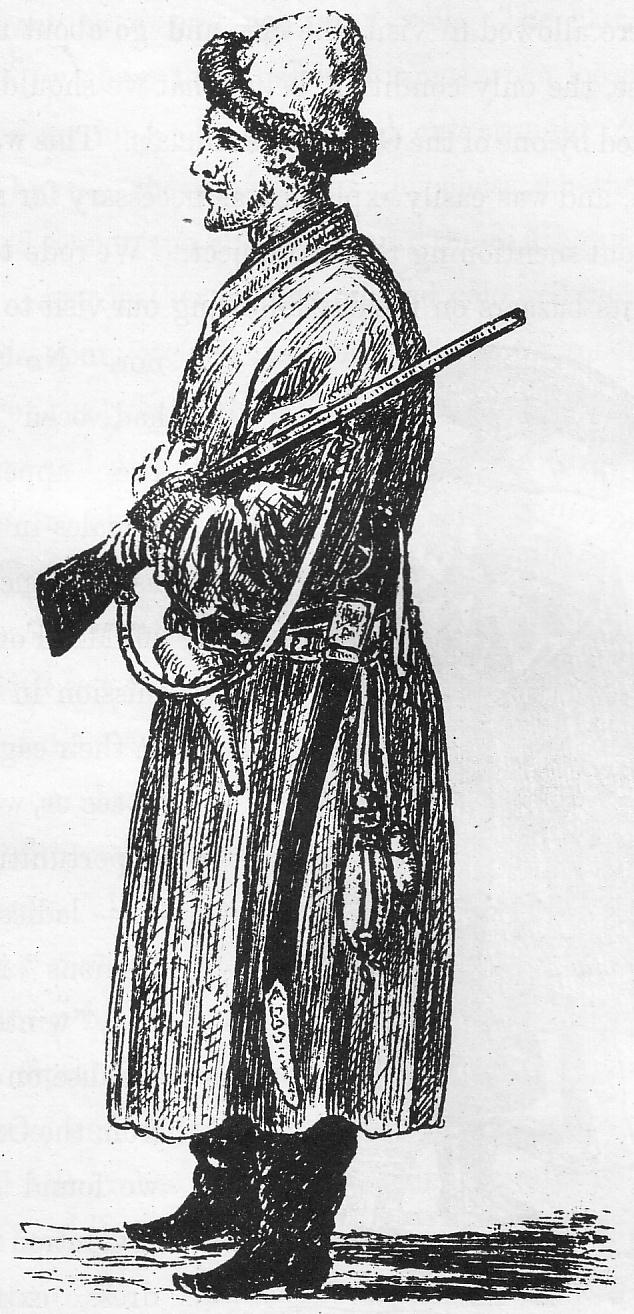
Soldaat
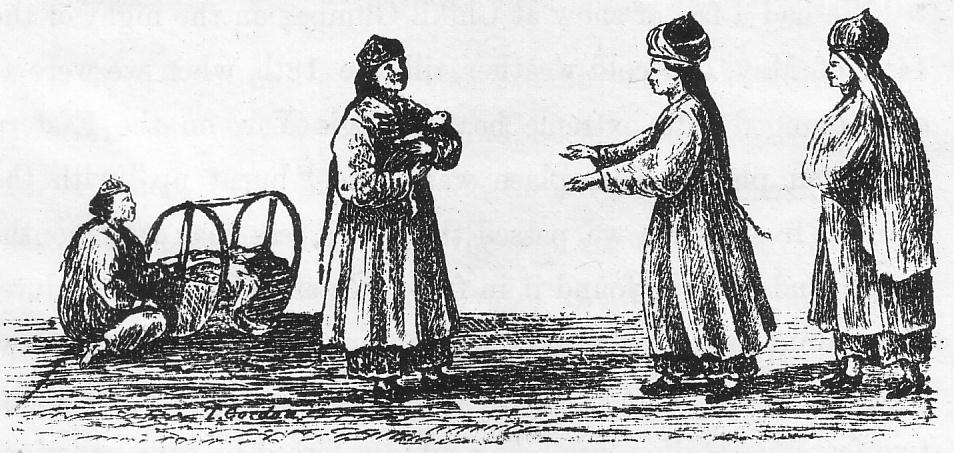
Vrouwen op straat
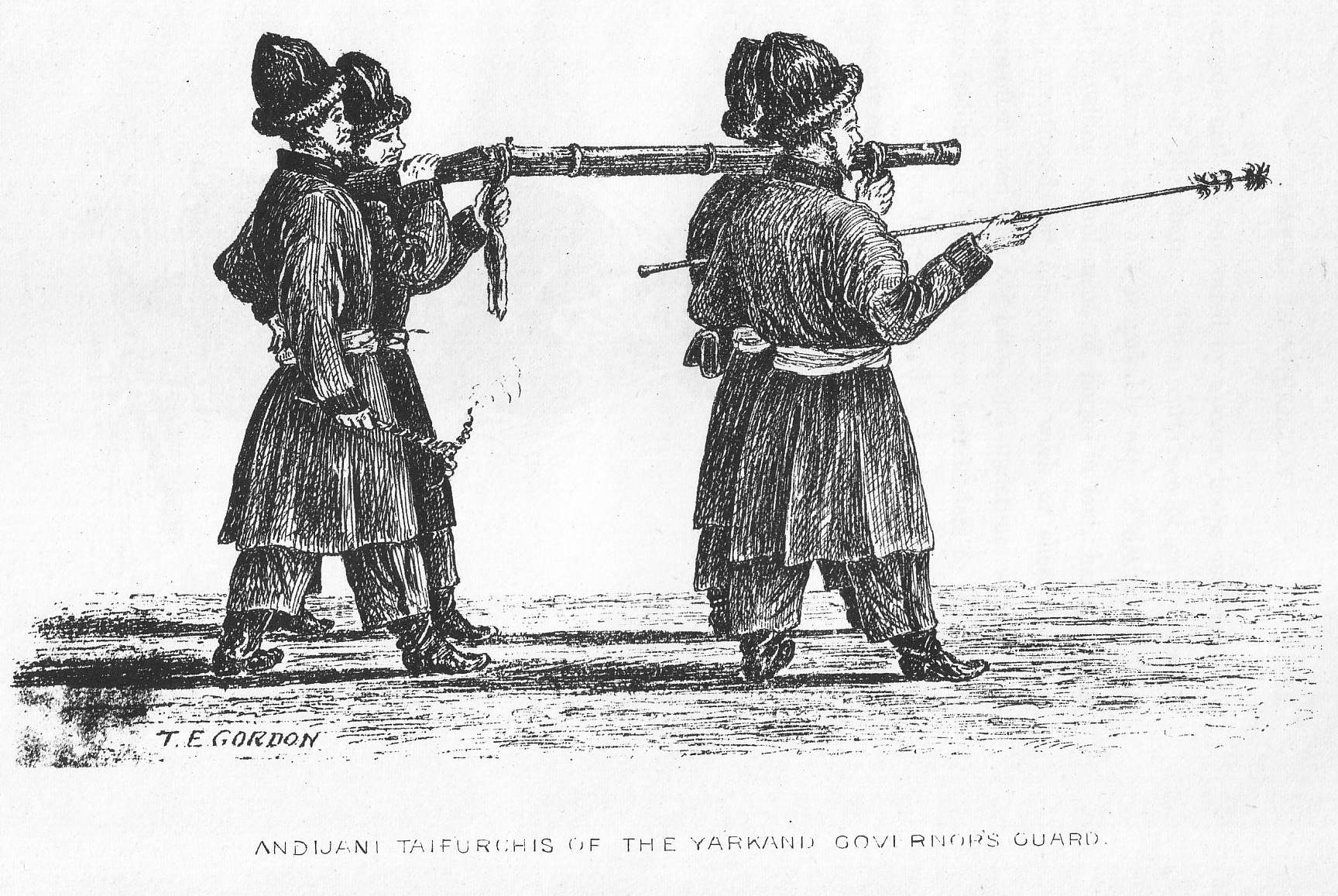
Koninklijke garde
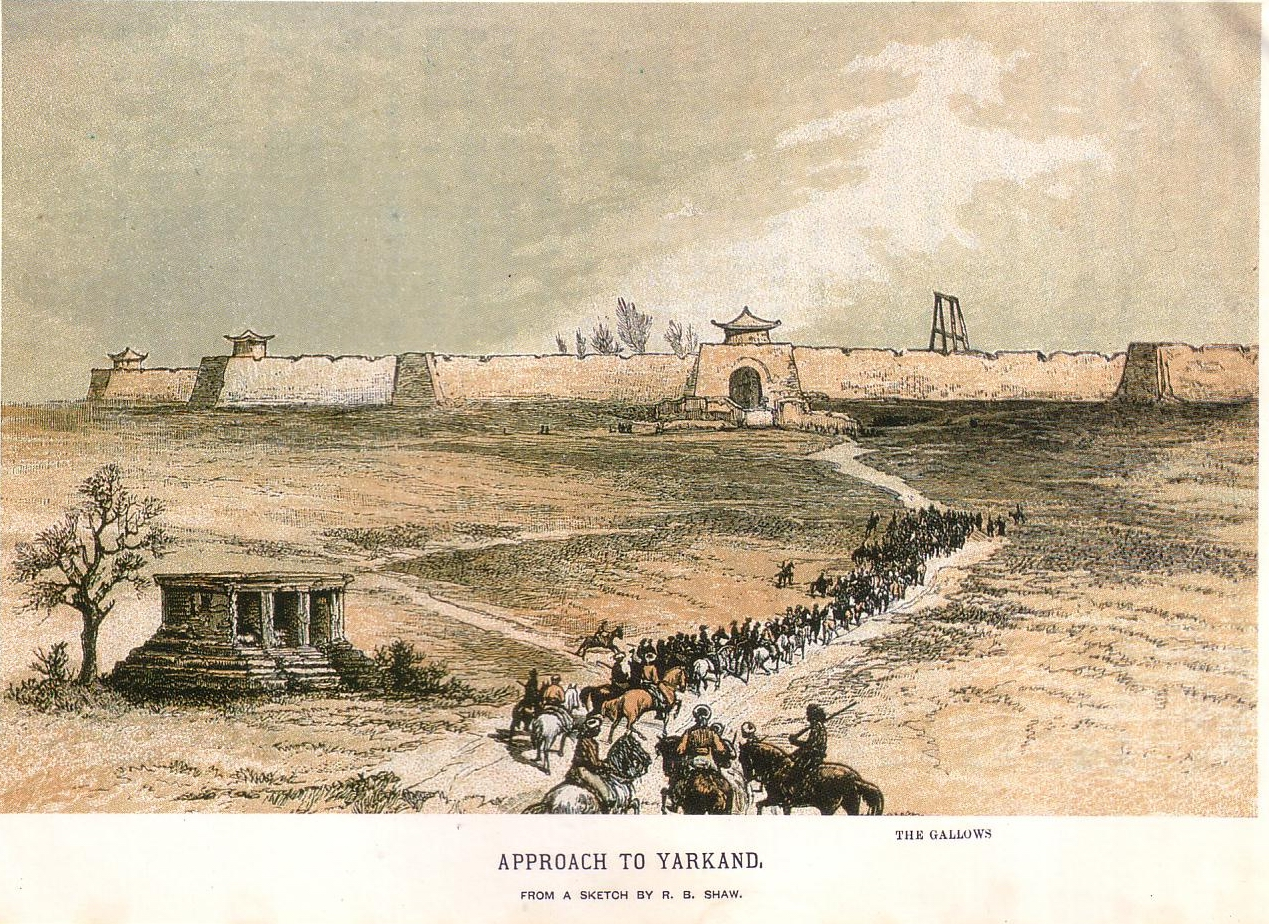
Yarkand in 1868, te zien zijn de stadsmuren en een galg.